# Мор (равнина)
Равнина Мор — равнина на дороге Лех-Манали. Её протяжённость 40 км между Лехом и Сарчу. Дорога проходит на высоте 4000 м и с обеих сторон её окружают горы. В то же время дорога проходит мимо реки Самкхел Лунгпа с потрясающими формациями из камня и песка на берегах этой реки.
Равнина (или равнины) начинается после 4 км пути от Панга к Тангланг Ла. Дорога идёт по равнине 30-35 км, и потом поднимается на Тангланг Ла. Потрясающие виды на горы и цвета песка, сделали равнину отличным местом для мотоциклистов из Манали. Организация пограничных дорог планирует добавить к дороге вторую полосу.
Равнина необитаема, построек нет.